# Есекиел Паласиос
Есекиел Алехандро Паласиос (на испански: Exequiel Alejandro Palacios) е аржентински футболист играещ като полузащитник за аржентинския отбор на Ривър Плейт.

## Клубна кариера
Паласиос е юноша на Ривър Плейт и прави своят дебют за първия отбор на 8 ноември 2015 г. срещу отбора на Нюелс Олд Бойс.

## Национален отбор
Прави своя дебют за Аржентина на 8 септември 2018 г. в приятелска среща срещу отбора на Гватемала.

## Успехи
- Копа Либертадорес – 2018